# قانون استقلال وأمن الطاقة لعام 2007

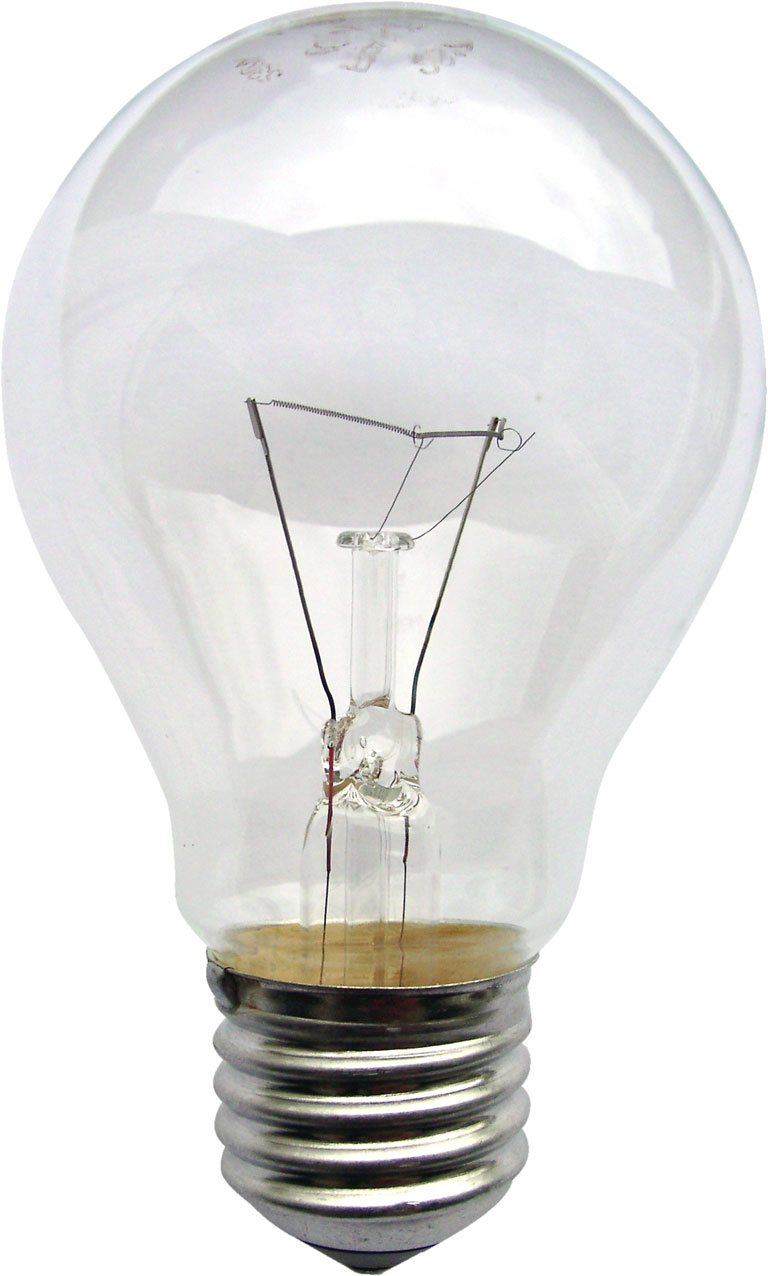
كان من المقرر التخلص من المصابيح المتوهجة في الولايات المتحدة في يناير 2012.

قانون استقلال وأمن الطاقة لعام 2007 المسمى أصلاً قانون الطاقة النظيفة لعام 2007 هو قانون للكونجرس يتعلق بسياسة الطاقة في الولايات المتحدة.

## نبذة
كجزء من خطة 100 ساعة للحزب الديمقراطي خلال المؤتمر 110، تم تقديمه في مجلس النواب بالولايات المتحدة من قبل النائب نيك رحال من ولاية غرب فرجينيا، إلى جانب 198 راعياً. على الرغم من أن نيك رحال أصبح واحداً من أربعة ديمقراطيين فقط معارض لمشروع القانون النهائي، فقد مرر في المجلس دون تعديل في يناير 2007.
عندما تم تقديم القانون في مجلس الشيوخ في يونيو 2007، تم دمجه مع قانون الوقود المتجدد وحماية المستهلك وكفاءة الطاقة لعام 2007. مرت هذه النسخة المعدلة بمجلس الشيوخ في 21 يونيو 2007. بعد المزيد من التعديلات والمفاوضات بين مجلسي النواب والشيوخ، أقر القانون من كلا المجلسين في 18 ديسمبر 2007 وقام الرئيس بوش بتوقيعه ليصبح قانونًا في 19 ديسمبر 2007، ردًا على كتابه «عشرون في عشرة» تحد من تقليل استهلاك البنزين بنسبة 20 ٪ في 10 سنوات.

## الأهمية
الغرض المعلن من هذا الفعل هو "دفع الولايات المتحدة نحو مزيد من الاستقلال والأمن للطاقة، وزيادة إنتاج الوقود النظيف المتجدد، لحماية المستهلكين، وزيادة كفاءة المنتجات والمباني والمركبات، لتعزيز البحث عن نشر خيارات احتجاز وتخزين الغازات الدفيئة، وتحسين أداء الطاقة للحكومة الفيدرالية ولأغراض أخرى ".
روجت رئيسة مجلس النواب نانسي بيلوسي القانون كوسيلة لخفض تكاليف الطاقة للمستهلكين. وجاء مشروع القانون بعد تشريع رئيسي آخر للطاقة، وهو قانون سياسة الطاقة لعام 2005.

## تعديل القانون
سعى مشروع القانون في الأصل إلى خفض الدعم لصناعة النفط من أجل تعزيز استقلال النفط وأشكال مختلفة من الطاقة البديلة. تم إسقاط هذه التغييرات الضريبية في نهاية المطاف بعد المعارضة في مجلس الشيوخ، وركز مشروع القانون النهائي على الاقتصاد في استهلاك الوقود في السيارات، وتطوير الوقود الحيوي، وكفاءة الطاقة في المباني العامة والإضاءة.